# The Ghost and Molly McGee
The Ghost and Molly McGee (El fantasma y Molly McGee en Hispanoamérica y La maldición de Molly McGee en España) es una serie de televisión animada estadounidense creada por Bill Motz y Bob Roth para Disney Channel. Se mostró un adelanto del tema principal del programa el 1 de mayo del 2021, durante el evento "Halfway to Halloween" del canal, seguido del estreno del programa el 1 de octubre del 2021. La primera temporada tuvo 20 episodios. El 31 de agosto del 2021 — un mes antes de su estreno —, la serie fue renovada para una segunda temporada de 21 episodios, estrenada el 1 de abril del 2023. La serie concluyó el 13 de enero del 2024, después de dos temporadas en un total de 41 episodios (78 segmentos en total).

## Premisa
En el reino de los humanos, Molly McGee, una optimista irlandesa-tailandesa de trece años, llega a Brighton, su nueva ciudad natal, y descubre que su nueva casa ya está ocupada por un fantasma gruñón llamado Scratch, que maldice a Molly en un intento de ahuyentarla, pero el tiro le sale por la culata y queda unido a ella para siempre. Aunque al principio se muestra antagónico con ella, Scratch se va abriendo poco a poco a Molly, y su amistad se fortalece mientras viven juntos extravagantes aventuras y desventuras y se ayudan mutuamente en lo bueno y en lo malo de sus vidas (y de sus vidas posteriores).
En la segunda y última temporada, Scratch se convierte en el nuevo presidente del Consejo de los Fantasmas, y una familia cazafantasmas llamada los Chen se muda frente a los McGee, quienes planean mantener en secreto la existencia de los fantasmas ante los Chen mientras intentan mantener su amistad.

## Reparto
El elenco de voces principal del programa incluye a:
- Molly McGee (voz de Ashly Burch): es una optimista niña tailandesa de trece años que vive para hacer del mundo un lugar mejor, y lo describe como «enriquecedor». Su padre, Pete, es urbanista, lo que obliga a su familia a mudarse muchas veces a lo largo de su vida, hasta que finalmente deciden establecerse en su «hogar para siempre» de Brighton, donde conoce a Scratch.[14]
- Scratch (voz de Dana Snyder): es un fantasma gruñón que accidentalmente se maldijo a sí mismo para estar junto a Molly por toda la eternidad. No es visto por ningún humano excepto por la familia McGee y Libby. Su trabajo consistía en asustar a la gente tal y como le había asignado el Consejo Fantasma, pero en lugar de eso le gustaba pasar el tiempo con Molly.[14][15]
- Pete McGee (voz de Jordan Klepper): es el padre irlandés de Molly y Darryl, y el marido de Sharon. Es urbanista y ex patinador sobre hielo. Pete se casó con Sharon en una boda no oficial.[16]
- Sharon McGee (voz de Sumalee Montano): es la madre tailandesa de Molly y Darryl y la esposa de Pete. Se casó con Pete con una boda no oficial.[16] Al principio, Sharon tenía una relación tensa con su madre, la abuela Nin, pero empezaron a llevarse bien a partir del episodio «The Best of Nin-tensions». Sus ingresos provienen de hacer actuaciones desde una aplicación llamada Gig-Pig. Sueña con ser artista.[17][18]
- Grandma Nin Suksai (voz de Sumalee Montano): es la abuela materna de Molly y Darryl, la madre de Sharon y la suegra de Pete.[16]
- Darryl McGee (voz de Michaela Dietz):  es el travieso hermano pequeño de Molly.[16] Darryl tiene una tarántula como mascota llamada Heidi Hairylegs y afirma conseguir ligues, llamándose a sí mismo «un hombre con muchas conexiones».[17][19]
- Libby Stein-Torres (voz de Lara Jill Miller): es la mejor amiga humana de Molly. Es de ascendencia judía y argentina y le encantan las tortugas. Sufre a menudo de comedia slapstick, ya que se muestra bastante desafortunada. Esconde la cabeza en su cuello de tortuga cuando es tímida. Conoce a los personajes históricos, ya que son personas que murieron hace mucho tiempo. Desconocía la presencia de Scratch hasta el episodio «Scratch the Surface», cuando se enteró de su existencia. Más tarde, se hizo amiga suya después de que trabajaran juntos para salvar a Molly cuando se quedó atrapada en una máquina de compost.[19][20][21]

## Episodios
| Temporada | Temporada | Episodios | Estreno original     | Estreno original    | Ref.          |
| Temporada | Temporada | Episodios | Comienzo             | Final               | Ref.          |
| --------- | --------- | --------- | -------------------- | ------------------- | ------------- |
|           | 1         | 20        | 1 de octubre de 2021 | 9 de julio de 2022  | [ 22 ] [ 23 ] |
|           | 2         | 21        | 1 de abril de 2023   | 13 de enero de 2024 | [ 24 ] [ 12 ] |

## Producción

### Desarrollo
The Ghost and Molly McGee fue concebida por primera vez por los cocreadores Bill Motz y Bob Roth en 2007. Ambos habían trabajado en Disney durante años, siendo su primer guion en un episodio del Pato Darkwing. En ese momento, la serie se conocía como The Curse of Piper McGee. Esta versión se presentó inicialmente a Nickelodeon, que la rechazó. Catorce años después, el dúo había terminado el trabajo en Lego Star Wars: The Freemaker Adventures cuando Disney les ofreció un contrato global. Relanzaron el programa, con el nuevo título The Curse of Molly McGee, y esta vez obtuvieron una respuesta positiva.
El 23 de julio de 2019, Disney Channel dio luz verde a la serie, que sería producida por Disney Television Animation y dirigida ejecutivamente por Motz, Roth y Steve Loter. El 24 de septiembre de 2020, Ashly Burch y Dana Snyder se unieron en los papeles principales. Ese mismo día, se retituló The Ghost and Molly McGee. Según Motz, el cambio de nombre se debió a que la maldición de Scratch era la «primera acción» y que la trama se centraba más en «el camino que siguen [los protagonistas] en su viaje». Se eligieron a Burch y Snyder para sus respectivos papeles con el fin de ofrecer una interpretación más cómica, de modo que sus voces «estuvieran más en sintonía con la caracterización que se estaba creando», afirma Loter. Esto se hizo principalmente para ser fieles a la visión de Disney.
La premisa se inspiró en las personalidades opuestas de los creadores, lo que sirvió para crear la fórmula de los opuestos en la pareja formada por Molly y Scratch. Esto sirvió como tema principal cuando Scratch maldijo a Molly, y Roth quería que  «dos personas que se odiaban» se hicieran amigos. Al incorporar la narrativa clásica de Disney, buscaron equilibrar tanto los personajes como los elementos de humor, emoción, fantasía y terror. Se formó un equipo para investigar diversos temas, entre ellos la cultura tailandesa y lo sobrenatural, con el fin de crear «una mitología que estábamos tratando de desarrollar en el programa».
La animación corrió a cargo de la compañía canadiense Mercury Filmworks, y el coproductor ejecutivo Loter se encargó de los efectos visuales. Su hermano, John, creó el diseño inicial de Scratch, que funcionó, y el equipo modeló a Molly para que fuera de ascendencia tailandesa, como Burch. La estética de la serie se basa en los dibujos animados de la década de 1950. La producción de toda la primera temporada se llevó a cabo desde casa debido a la  pandemia de COVID-19. Según Motz y Roth, solo se había completado el primer episodio antes del confinamiento. Los actores de voz grabaron sus líneas a través de Zoom durante la pandemia.

### Música
El tema musical de la serie ha sido escrito por Allie Felder, Mike Kramer, Bill Motz y Bob Roth, e interpretado por Ashly Burch y Dana Snyder. Las canciones están compuesta por Rob Cantor, y cada episodio cuenta con una secuencia musical de aproximadamente un minuto. La partitura corre a cargo de Michael Kramer.  La idea surgió durante la producción del piloto, cuando se dieron cuenta de que podían combinar un par de letras diferentes y añadir más canciones para mejorar el proyecto. Loter lo comparó con la música de los años 70 y con el grupo The Pointer Sisters. Motz recibió maquetas para dar su opinión y las describió como «muy variadas y muy divertidas».

## Lanzamiento
The Ghost and Molly McGee se estrenó en Disney Channel el 1 de octubre de 2021. Los primeros cinco episodios de la serie se agregaron a Disney+ el 6 de octubre, lo que resultó en el lanzamiento de los episodios 3-5 antes de sus estrenos televisados. El primer episodio se subió a YouTube el 2 de octubre de 2021. La segunda temporada se estrenará el 1 de abril de 2023 y los primeros cinco episodios de la temporada se lanzarán en Disney+ al día siguiente. En Latinoamérica la serie se estrenó el 18 de mayo de 2022 en Disney+, y en Disney Channel se estrenó el 1 de agosto de 2022.

## Recepción
Kate Robertson de Stuff describió a los protagonistas como una pareja que forma una «amistad improbable» que se ayuda mutuamente a evolucionar, describiendo a Molly como «una optimista [...] que sólo quiere hacer del mundo un lugar mejor» y a Scratch como un «pesimista que espera lo peor», y afirmó que la serie es «divertida, encantadora y un placer en todos los sentidos». Ashley Moulton de Common Sense Media calificó la serie con 4 de 5 estrellas y la describió como una «divertida historia de amigos fantasmas... [con] leves sustos macabros». También afirmó que los niños más pequeños se asustarán cuando los fantasmas se transformen, pero los niños mayores no, afirmó que los fantasma son «un poco toscos» y que hay algo de violencia en los dibujos animados. Sin embargo, afirmó que los personajes humanos actúan de una manera más positiva, afirmó que la protagonista del programa, Molly, es un «gran modelo a seguir», comparó la serie con Monsters, Inc. pero la calificó como una «serie animada encantadora y dulcemente espeluznante».

### Premios y nominaciones
| Año  | Premio                             | Categoría                                                                                              | Nominados                                                       | Resultado | Ref.   |
| ---- | ---------------------------------- | --- | --------------------------------------------------------------- | --------- | ------ |
| 2022 | Premios Annie                      | Logro destacado en la creación de guiones gráficos para una producción televisiva o multimedia animada | Johnny Castuciano (por «All Systems No»)                        | Nominado  | [ 41 ] |
| 2022 | Premios Emmy para Niños y Familias | Título principal y gráficos destacados                                                                 | Steve Loter, Dave Knott, Steve Loter, Tony Molina, Noel Belknap | Nominado  | [ 42 ] |
| 2023 | Premios Emmy para Niños y Familias | Mejor dirección de voz para una serie animada                                                          | Eden Riegel                                                     | Nominado  | [ 43 ] |
| 2024 | GLAAD Media Awards                 | Mejor programación o película infantil y familiar – Animación                                          | The Ghost and Molly McGee                                       | Nominado  | [ 44 ] |